# Garoua-Boulaï
Garoua-Boulaï es una comuna camerunesa perteneciente al departamento de Lom-et-Djérem de la región del Este.
En 2005 tiene 41 388 habitantes, de los que 22 410 viven en la capital comunal homónima. Estos datos de población no son muy fiables ya que, debido a las guerras civiles que sufre la República Centroafricana, el territorio de esta comuna ha acogido a varios miles de refugiados centroafricanos.
Se ubica en la esquina nororiental de la región sobre la carretera N1, en la frontera con la prefectura centroafricana de Nana-Mambéré.

## Localidades
Comprende la ciudad de Garoua-Boulaï y las siguientes localidades:
| - Abbo-Boutila - Badan - Bindiba - Dabolé - Gado-Badzéré - Gandong - Garoua-Bethel - Gbabio - Illa - Komboul - Mbassi - Mbonga | - Mborguené - Mboussa - Mombal - Nagonda - Nanamoya - Nandongué - Nganko - Sabal-Sud - Taparé - Yoko-Siré - Zamboi |